# Гатри, Мэтью
Мэтью Гатри (в старых русских источниках Матвей Андреевич Гутри, англ. Matthew Guthrie; 1743, Эдинбург — 18 (30) августа 1807, Санкт-Петербург) — шотландский медик, работавший в России и опубликовавший ряд сочинений о русской жизни и русской истории и культуре.
Сын юриста Генри Гатри (1709—1794), барона Хокертона, отказавшегося в 1747 году от своего баронского титула; внук Гидеона Гатри (1663—1732), в 1715 году епископа в Брикине; род Гатри принадлежал к якобитам. Окончил Эдинбургский университет в 1765 году, видимо, получив медицинское образование, а затем работал судовым врачом. Более подробные сведения о Гатри имеются начиная с его приезда в Россию в 1770 году — возможно, вместе с адмиралом Ноулзом.
С 1772 года служил военным врачом в русской армии в ходе Русско-турецкой войны. В 1776 году вернулся в Санкт-Петербург, с 1778 года и до конца жизни главный врач Императорского сухопутного шляхетного кадетского корпуса, в царствование Павла I произведён в статские советники. В 1781 году женился на Мари де Ромо-Сюрвен (фр. Marie de Romaud-Survesnes), француженке, главной надзирательнице Смольного института благородных девиц; обе их дочери впоследствии вышли замуж за англичан и вернулись в Великобританию.
Первой опубликованной работой Гатри стала в 1778 году статья «Об антисептическом рационе жителей России» (англ. On the Anti-septic Regimen of the Natives of Russia), напечатанная в сборнике трудов Лондонского королевского общества: в статье Гатри указывал, что среди русских крестьян редко встречается цинга, поскольку в их питании важное место занимают такие продукты, как квашеная капуста, квас, ржаной хлеб и т. д., и рекомендовал использовать эти продукты для предотвращения цинги на британских кораблях. Годом позже в Эдинбурге вышла статья Гатри «Наблюдения по поводу чумы, карантина etc.» (англ. Observations on  the Plague, Quarantine etc.). В 1783 году Гатри стал одним из иностранных членов-учредителей Эдинбургского королевского общества. Во втором томе трудов Общества в 1790 году была опубликована обширная работа Гатри «Исследование о климате в России» (англ. A Dissertation on the Climate of Russia). В 1792—1793 гг. Гатри напечатал под псевдонимом Arcticus множество посвящённых России материалов в эдинбургском журнале THe Bee, в том числе, среди прочего, английские переводы речи М. В. Ломоносова о Петре I и написанной Екатериной II «Сказки о царевиче Хлоре».
В то же время ряд сочинений Гатри публиковался в Санкт-Петербурге в переводе с английского на французский — в частности, в 1794 году вышла его книга «Исследования о древностях российских» (фр. Dissertations sur les Antiquités de Russie); по мнению А. В. Старчевского, недостатком этой книги является то, что Гатри «на все наши древние обряды смотрел греческими глазами, или, говоря другими словами, видел в них одно подражание греческой мифологии».
В 1802 году в Лондоне вышла, вероятно, наиболее известная книга Гатри — «Путешествие в 1795—1796 гг. по Тавриде или Крыму, древнему Боспорскому царству, некогда могущественной республике Херсонеса Таврического и всем другим странам на северном берегу Эвксинского моря, переданным России по мирным договорам в Кайнарджи и Яссах» (англ. A Tour, Performed in the Years 1795-6, Through the Taurida, or Crimea, the Antient Kingdom of Bosphorus, the Once-Powerful Republic of Tauric Cherson, and All the Other Countries on the North Shore of the Euxine, Ceded to Russia by the Peace of Kainardgi and Jassy). Согласно содержащемуся в книге пояснению, она представляла собой письма, которые писала доктору Гатри его жена Мария, переведённые им с французского на английский, отредактированные и дополненные; сама Мария Гатри умерла в 1800 году. Как отмечают исследователи, Мэтью Гатри является по меньшей мере полноценным соавтором этой книги, хотя многие её пассажи в той или иной мере заимствованы из вышедшей в 1795 году книги Петра Палласа «Краткое физическое и топографическое описание Таврической области». Подготовленный Н. В. Голтяковым и И. М. Снегирёвым сокращённый перевод этой книги анонимно (без указания как имени Гатри, так и имён переводчиков) был издан по-русски под названием «Письма о Крыме, об Одессе и Азовском море» (1810). Сам Гатри подготовил к печати второй том очерков Северного Причерноморья, уже под собственным именем, однако этот труд так и остался неизданным, наряду с ещё одной книгой, «Русские ночи» (лат. Noctes Rossicae), описанием древнерусской истории, мифологии и музыкальной культуры; приложением к «Русским ночам» должен был стать английский перевод пьесы Екатерины II «Начальное управление Олега».